# Intensive care (film)
Intensive care is een Nederlandse horrorfilm uit 1991 van Dorna van Rouveroy met een scenario van Hans Heijnen. Hoofdrollen zijn weggelegd voor actrice Nada van Nie en zanger Koen Wauters. Amerikaans acteur George Kennedy heeft een bijrol in de proloog.
De film was geen commercieel succes. Het budget voor deze film was 1,8 miljoen gulden, en wist 28.035 bezoekers te trekken (Cijfers: NFC). Een beter resultaat dan latere Nederhorrorfilms Down, de remake van De Lift, Sl8n8, Doodeind en Zwart Water, die het met nog minder bezoekers moesten stellen. Vanwege het campgehalte werden fragmenten vertoond tijdens de Nacht van de Wansmaak.
George Kennedy heeft een kleine rol als de dokter die bij een ongeluk gruwelijk verminkt raakt, waarna zijn personage gespeeld wordt door een andere acteur.

## Verhaal
De beroemde chirurg Bruckner (George Kennedy) raakt na een auto-ongeluk, waarbij hij verminkt raakt, in een coma. Zeven jaar later op oudejaarsavond ontwaakt hij als een gruwelijk verminkt monster en slacht hij alles af wat in zijn weg komt. Het monster blijkt een uitermate hoge interesse te hebben in Amy (Nada van Nie). Aan haar de taak om samen met haar broertje Bobby (Michiel Hess) en haar vriend en buurjongen (en toevallig verpleger in hetzelfde ziekenhuis als waar dokter Bruckner werkte en gelegen heeft sinds hij in coma raakte) Peter (Koen Wauters) om het verschrikkelijke monster te stoppen.

## Rolverdeling
| Acteur             | Personage   |
| ------------------ | ----------- |
| George Kennedy     | Dr Bruckner |
| Koen Wauters       | Peter       |
| Nada van Nie       | Amy         |
| Michiel Hess       | Bobby       |
| Dick van den Toorn | Ted         |
| Jules Croiset      | Dr Horvath  |